# Ante (namn)
Ante (uttalas: [ǎːnte]) är ett kroatiskt mansnamn och en variant av det latinska namnet Antonius. Den kvinnliga namnvarianten är Antica. Per den 31 december 2017 fanns det 498 män i Sverige med tilltalsnamnet Ante. I Sverige är Ante ursprungligen ett smeknamn för Svante, Anders, Anton, Alexander och Andreas, men även ett dopnamn, speciellt vanligt bland samer. Sedan medeltiden från finskans Antti.

## Personer med namnet Ante
- Ante Björkebaum (1988–) – svensk fotbollsspelare
- Ante Ćorić (1997–) – kroatisk fotbollsspelare
- Ante Čović (1975–) – australisk fotbollsspelare
- Ante Falk (1886–1976) – svensk spelman
- Ante Gotovina (1955–) – kroatisk tidigare general
- Ante Karlsson-Stig (1885–1967) – svensk konstnär
- Ante Marković (1924–2011) – kroatisk politiker och ekonom
- Ante Pavelić (1889–1959) – kroatisk politiker och statschef i Oberoende staten Kroatien
- Ante Rebić (1993–) – kroatisk fotbollsspelare
- Ante Starčević (1823–1896) – kroatisk politiker och författare
- Ante Tresić Pavičić (1867–1949) – kroatisk författare
- Ante Söderlindh (1908–1987) – svensk militär